# Maureen Louys

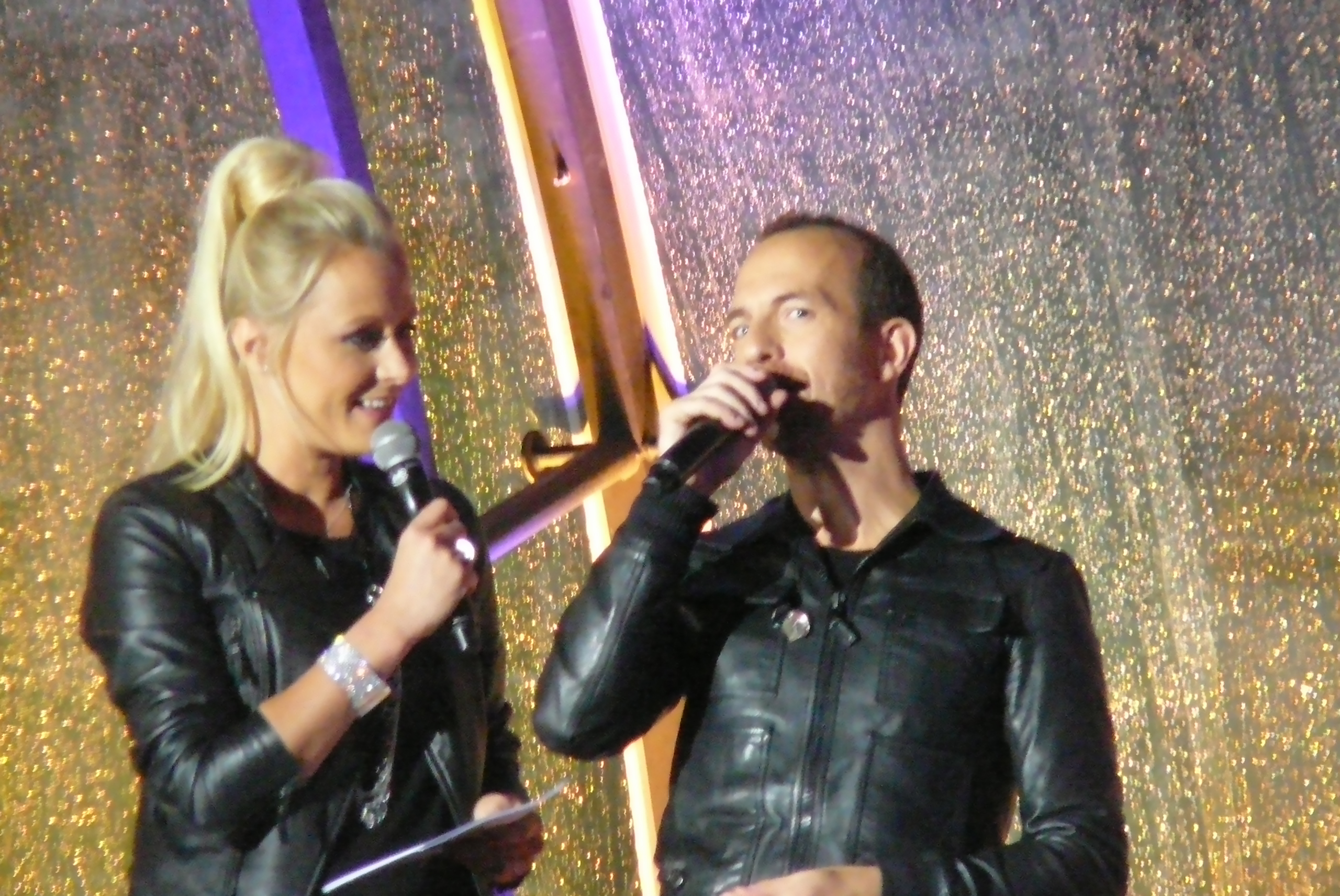
Maureen Louys

Maureen Louys (3 november 1978) is een Belgische presentatrice.
Ze werkt sinds 2001 bij de openbare omroep RTBF. Ze presenteerde in 2003 "Tu passes quand tu veux" met David Antoine. Daarna verving ze Corinne Boulangier als presentatrice van "Génies en herbe", eerst met Thomas Van Hamme, daarna met Jonathan Bradfer.
In 2005 presenteerde ze samen met Marcel Vanthilt het Junior Eurovisiesongfestival vanuit Hasselt. Ze had ook al de preselectie Eurokids gepresenteerd. Sinds 2005 presenteerde ze ook "Les cinglés du record", dat wordt uitgezonden op Télétoon France en op TSR (Télévision Suisse Romande). Met haar zus Barbara Louys presenteerde ze in 2006 "Fata Morgana". In 2007 presenteerde ze met Jean-Louis Lahaye "Y'a pas pire conducteur". In 2008 werkte ze weer samen met David Antoine voor het presenteren van "Ils sont fous ces humains"
In 2007, 2009 en in 2011 gaf Maureen Louys ook de punten tijdens het Eurovisiesongfestival. In deze 3 jaren koos de RTBF een kandidaat voor het Eurovisiesongfestival.
Vanaf 2011 presenteert ze de talentenjacht The Voice Belgique.